# Terry Funk
Terrance "Terry" Funk (Hammond, Indiana; 30 de junio de 1944-Amarillo, Texas; 23 de agosto de 2023) fue un luchador profesional estadounidense, conocido principalmente por su estilo de lucha libre hardcore, que adoptó en la última parte de su carrera, que más tarde inspiró a muchos luchadores, en particular a Mick Foley y a The Sandman. Funk ha aparecido en la NWA, AWA, WWF/E, WCW, ECW, USWA, ROH, AJPW, FMW y TNA. Funk es conocido por la gran longetividad de su carrera, en la que ha tenido múltiples "últimas" peleas, en las que supuestamente se retiraría. Es generalmente conocido como The Funker.
Él ha sido dos veces Campeón Mundial al ganar una vez el Campeonato Mundial Peso Pesado de la NWA y una vez el Campeonato Mundial Peso Pesado de la ECW. También ha sido Campeón Mundial en Parejas junto con Mick Foley. Fue introducido al Salón de la Fama de WWE en 2009 junto a su hermano Dory Funk, Jr.

## Carrera

### 1960-1970
Funk comenzó su carrera en 1965, trabajando con su padre Dory Funk en varias promociones de Lucha Libre en Amarillo, Texas. El y su hermano Dory Funk Jr. en muy poco tiempo se transformaron en grandes luchadores al final de la década. En el décimo año de su carrera (1975), Terry venció al campeón Jack Brisco por el NWA World Heavyweight Championship, el campeonato más importante de la empresa. Desde entonces empezaron unos duros catorce meses de reinado que finalizaron en Toronto, siendo vencido por Harley Race, quién ganó el título por segunda vez. Funk después de su largo reinado por el título mundial, se tomó un tiempo fuera del ring, pero luego, el y su hermano viajaron por todo el país (principalmente Texas, Florida y Detroit) en busca de una compañía de lucha. Terry y Dory Jr. también hicieron historia en la lucha japonesa, en donde se transformaron en unos de los primeros grandes luchadores con su propia técnica de lucha.

### World Wrestling Federation / Entertainment / WWE (1985-2009)

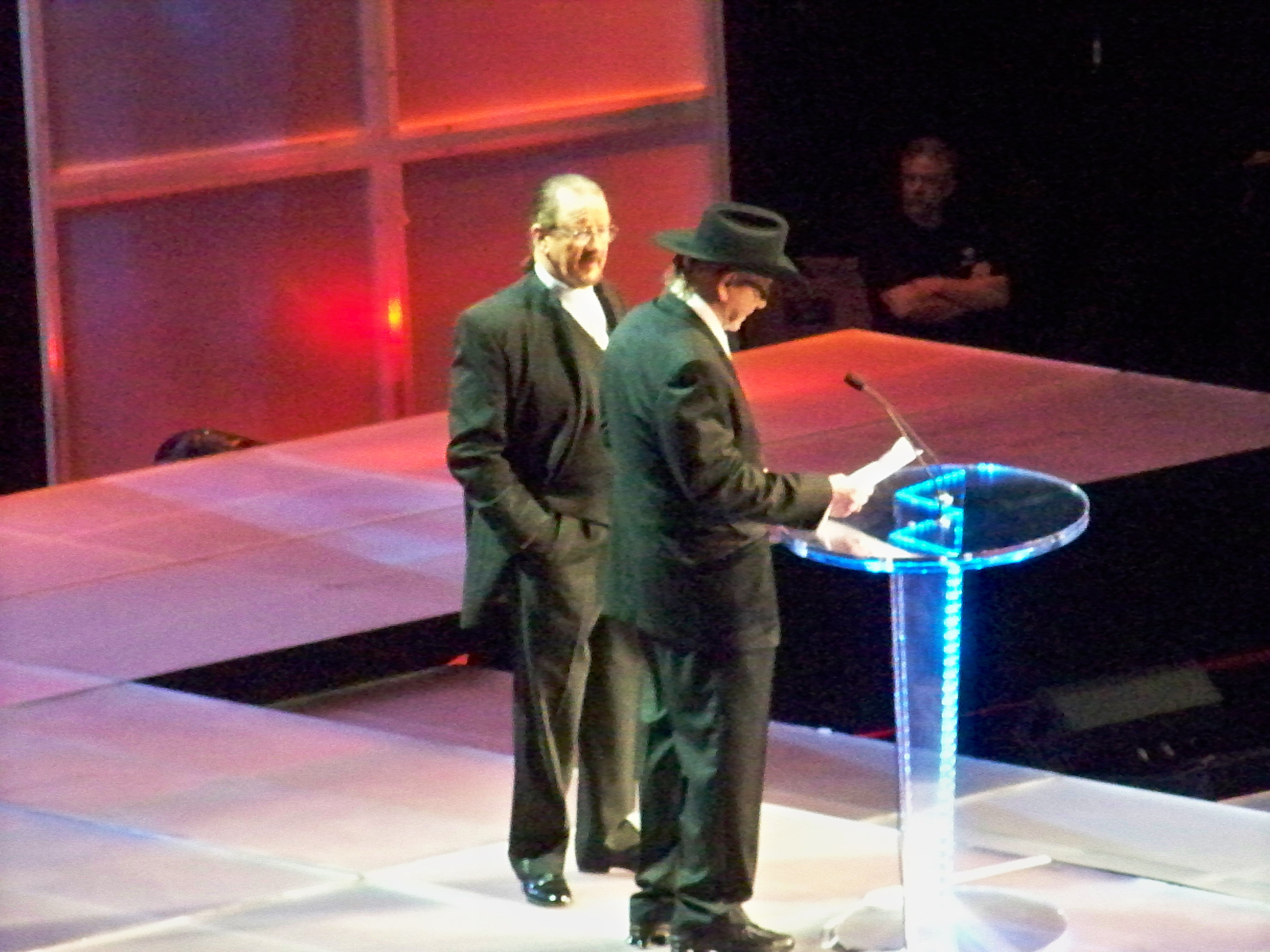
Terry junto a su hermano Dory en el WWE Hall of Fame 2009.

Terry hizo su debut no televisado en la WWF. En su debut televisado, interrumpió y golpeó al entonces Campeón de la WWF Aldo Marino, y luego al entonces anunciador del ring Mel Phillips.
A mediados de los 80s, se unió con su hermano Dory Funk (quién era llamado "Hoss" Funk) y Jack Funk Jimmy (Jesse Barr), que en el storyline era su "hermano", y Jimmy Hart fue su mánager. En ese tiempo, tuvieron una dura rivalidad con Junkyard Dog, que dio lugar a una lucha entre Terry Funk y Hoss Funk contra Tito Santana y Junkyard Dog en Wrestlemania 2, que acaba en una confusa victoria, luego de que Terry golpeara a Junkyard con la bocina de Jimmy Hart, sin que el árbitro se percatara, y luego lo cubriera.
En 1989, regresa a la NWA, y se une a la J-Tex Corporation. Comienza un feudo con Ric Flair, en el PPV Wrestle War, golpeando a su compañero Ricky Steamboat solo para provocar a Flair.
En 2006 perdió en One Night Stand un Hardcore Mixed Tag Team Match con Tommy Dreamer y Beulah McGuillicutty ante Edge, Mick Foley y Lita.
En 2008 fue árbitro en un combate de un evento especial en XPW, y el 4 de abril del 2009 fue introducido al WWE Hall of Fame 2009 en Texas, la noche anterior a Wrestlemania 25 junto a Dory Funk, Jr., su hermano.

## Vida personal
Funk se casó con su esposa Vicky Ann el 14 de agosto de 1965. Tuvieron dos hijas juntas, Stacy y Brandee. Durante muchos años, fueron dueños de un rancho en Canyon, Texas, que luego vendieron. Vicky murió el 29 de marzo de 2019, según confirmó el millonario exluchador Ted DiBiase en Twitter. En el documental Beyond the Mat, un médico le dice a Funk que necesita un reemplazo de rodilla. Años más tarde, fue operado.
Funk era amigo cercano del jugador de la NFL John Ayers y del actor de cine Sylvester Stallone. El 12 de septiembre de 2016, se sometió a una cirugía por una hernia inguinal y se suponía que estaría descansando y en cama durante un par de semanas, pero decidió asistir a los shows de House of Hardcore de su colega Tommy Dreamer.
En junio de 2021, se informó que a Funk le diagnosticaron demencia y vive en un centro de vida asistida. Sin embargo, el 29 de diciembre de 2021, Ric Flair anunció en su podcast con Mark Madden que Funk había regresado a casa y estaba bien.

### Fallecimiento
El 23 de agosto de 2023, falleció a los 79 años de edad. En el episodio de Smackdown del día 25 de agosto, la WWE honró la memoria de Funk y de Bray Wyatt, quién había fallecido el 24 de Agosto, un día después que Funk.

## Campeonatos y logros
- All Japan Pro Wrestling

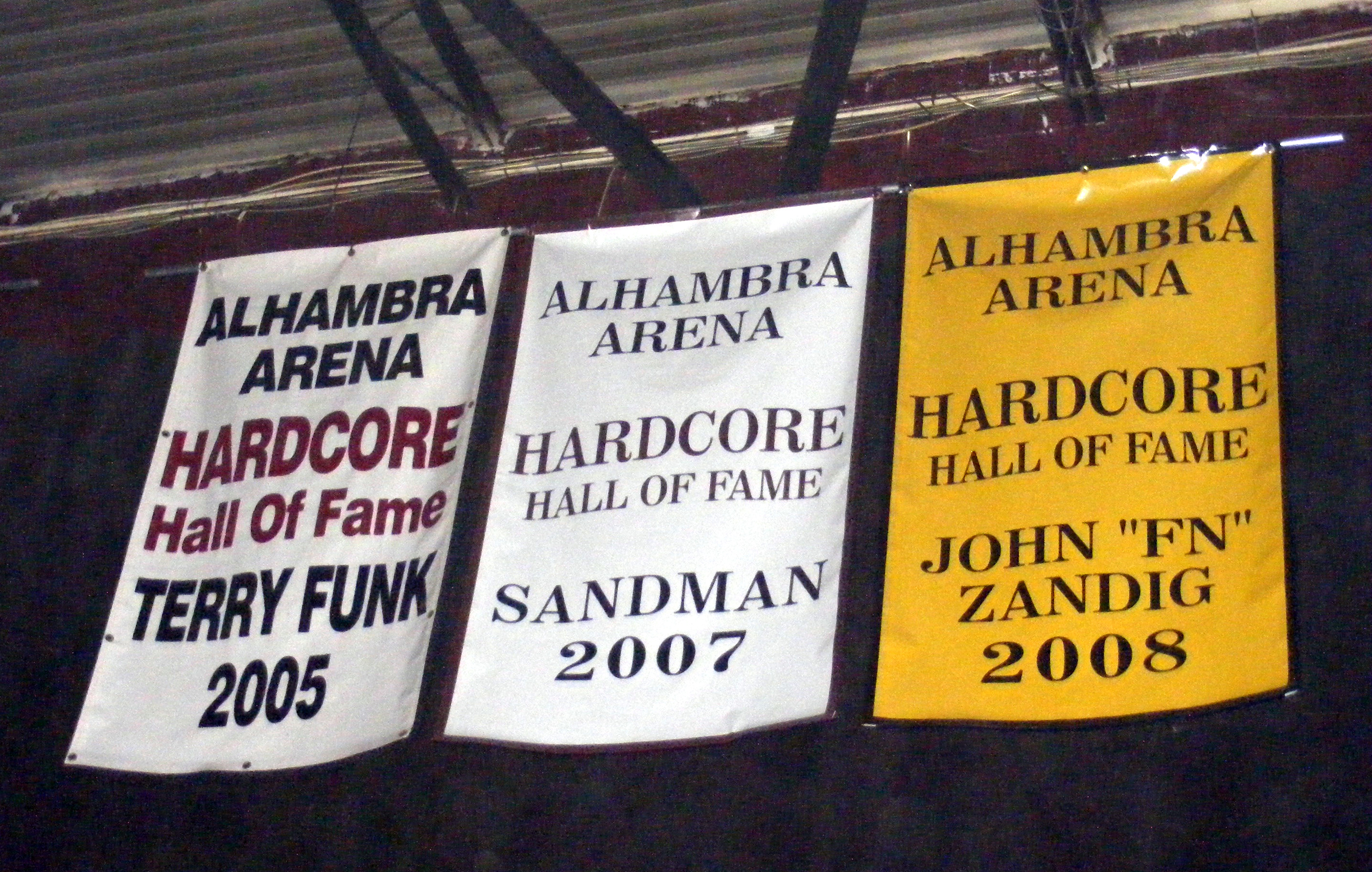
La placa de Funk del Hardcore Hall of Fame en la antigua ECW Arena.

  - World's Strongest Tag Team League (1977, 1979, 1982) – con Dory Funk, Jr.

- Cauliflower Alley Club
  - Iron Mike Mazurki Award (2005)

- Championship Wrestling from Florida
  - NWA Florida Heavyweight Championship (1 vez)
  - NWA Florida Tag Team Championship (1 vez) – con Dory Funk, Jr.
  - NWA Florida Television Championship (1 vez)
  - NWA North American Tag Team Championship (Florida version) (1 vez) – with Dory Funk, Jr.
  - NWA Southern Heavyweight Championship (Florida version) (2 times)
  - NWA World Heavyweight Championship (1 time)

- Eastern Championship Wrestling / Extreme Championship Wrestling1
  - ECW Television Championship (1 vez)
  - ECW World Heavyweight Championship (2 veces)2
  - Hardcore Hall of Fame (2005)[4]

- George Tragos/Lou Thesz Professional Wrestling Hall of Fame
  - Clase del 2010[5]

- Georgia Championship Wrestling
  - NWA Georgia Tag Team Championship (1 vez) – with Dory Funk, Jr.
  - NWA Georgia Television Championship (1 vez)

- International Wrestling Association of Japan
  - IWA World Heavyweight Championship (2 veces)

- Juggalo Championship Wrestling
  - JCW Heavyweight Championship (1 vez)

- Mid-Atlantic Championship Wrestling / World Championship Wrestling
  - WCW Hardcore Championship (2 veces)
  - NWA (Mid-Atlantic)/WCW United States Heavyweight Championship (2 veces)
  - WCW Hall of Fame (Clase de 1995)

- NWA Hollywood Wrestling
  - NWA Americas Heavyweight Championship (1 vez)
  - NWA International Tag Team Championship (3 veces) – con Dory Funk, Jr.
  - NWA World Tag Team Championship (Los Angeles version) (1 vez) – con Dory Funk, Jr.

- NWA Western States Sports
  - NWA Brass Knuckles Championship (Amarillo version) (2 veces)
  - NWA International Tag Team Championship (2 times) – con Dory Funk, Jr.
  - NWA Western States Heavyweight Championship (7 veces)
  - NWA Western States Tag Team Championship (2 veces) – con Ricky Romero
  - NWA World Tag Team Championship (Texas version) (2 veces) – con Dory Funk, Jr.

- Pro-Pain Pro Wrestling
  - 3PW World Heavyweight Championship (1 vez)[6]

- Professional Wrestling Hall of Fame and Museum
  - Clase del 2004

- Southwest Championship Wrestling
  - SCW Southwest Heavyweight Championship (1 vez)
  - SCW World Tag Team Championship (1 time) – con Dory Funk, Jr.

- St. Louis Wrestling Hall of Fame

- St. Louis Wrestling Club
  - NWA Missouri Heavyweight Championship (1 vez)

- Stampede Wrestling
  - Stampede Wrestling Hall of Fame[7]

- United States Wrestling Association
  - USWA Unified World Heavyweight Championship (1 vez)

- World Wrestling Federation / Entertainment
  - WWF World Tag Team Championship (1 vez) – con Cactus Jack
  - WWE Hall of Fame (Clase 2009)

- National Wrestling Alliance
  - NWA Hall of Fame (Clase del 2009)[8]

- Pro Wrestling Illustrated
  - Luchador del año (1976)[9]
  - PWI Feudo del año (1989) vs. Ric Flair
  - PWI Most Inspirational Wrestler of the Year (1997)[10]
  - PWI ranked him #22 in the PWI Years en 2003[11]

- Wrestling Observer Newsletter awards
  - Lucha de 5 Estrellas (1984) with Dory Funk, Jr. vs. Bruiser Brody y Stan Hansen el 8 de diciembre
  - Lucha de 5 Estrellas (1989) vs. Ric Flair el 15 de noviembre
  - Best Brawler (1989)
  - Mejor Heel (1989)
  - Mejor en Entrevistas (1989)
  - Feudo del año (1989) vs. Ric Flair
  - Wrestling Observer Newsletter Hall of Fame (Clase de 1996)